# El Ogla el Malha
El Ogla el Malha (em árabe: العقلة المالحة) é uma comuna localizada na província de Tébessa, Argélia. Sua população estimada em 2008 era de 5 899 habitantes.